# The Chase (filme de 1994)
The Chase (bra: Rotação Máxima; prt: Fugitivo Acidental) é um filme estadunidense de ação, comédia e romance, dirigido e roteirizado por Adam Rifkin, e estrelado por Charlie Sheen e Kristy Swanson.  Situado na Califórnia, o filme segue um homem injustamente condenado que sequestra uma herdeira rica e lidera a polícia em uma longa perseguição de carros na tentativa de escapar da prisão, enquanto a mídia dramatiza a perseguição em uma cobertura televisiva. Apresenta Henry Rollins, Josh Mostel e Ray Wise em papéis coadjuvantes, com participações especiais de Anthony Kiedis e Flea da banda de rock Red Hot Chili Peppers.
The Chase foi concebido como uma resposta direta à comédia de Rifkin, de 1991, The Dark Backward, que teve um desempenho extremamente ruim nas bilheterias. O filme foi filmado em Houston, Texas, e sua trilha sonora apresenta artistas de rock alternativo, como Bad Religion, NOFX e Rollins Band. Embora o filme tenha recebido críticas mistas dos críticos, foi considerado um sucesso comercial. Os jornalistas geralmente criticaram o roteiro forçado e os personagens subparte, mas elogiaram o uso da sátira no filme para criticar a indústria de notícias da televisão.

## Sinopse
Com idade de vinte e oito anos, Jack Hammond é um inocente condenado a uma pena de vinte e cinco anos de cadeia por roubo à mão armada, mesmo sendo inocente. Conseguindo escapar, foge dos policiais entrando numa loja de conveniência em Newport Beach, onde toma por refém a bela jovem Natalie Voss, uma rica herdeira californiana. Como arma, Jack usa uma barra de doce sob a blusa.
Tomando as armas dos policiais, ganham a estrada no carro de Natalie. A moça é a filha única do milionário Dalton Voss, um dos homens mais ricos da Califórnia. A perseguição de carros passa a ser acompanhada ao vivo pela televisão, através de helicópteros. Durante essa fuga a garota passa a conhecer melhor o seu sequestrador, que antes imaginara como um perigoso bandido. Natalie compara sua vida com a do jovem, e acha que ambos têm semelhanças. Logo se apaixona por ele e passa a acreditar em sua versão dos fatos. Jack planeja fugir para o México, enquanto Natalie propõe um futuro juntos.
Quando a polícia bloqueia a fronteira mexicana, Jack é forçado a parar, deixando Natalie. Ela parte, relutante. A cena mostra Jack enfrentando seus perseguidores, morrendo sob a aura da glória, mas logo é revelado que era um pensamento, com a projeção daquilo que poderia ocorrer, caso ele não se rendesse. Enquanto isto, Natalie rende um repórter de televisão com uma arma que Jack lhe dera. Explodindo um helicóptero da polícia, ambos fogem para o México na aeronave da tevê. A cena corta, então, mostrando ambos numa praia, gozando a liberdade.

## Elenco principal e participações
- Charlie Sheen - Jack Hammond, protagonista do filme
- Kristy Swanson - Natalie Voss, refém de Jack
- Henry Rollins - oficial Dobbs, motorista do carro principal da polícia
- Josh Mostel - oficial Figus, parceiro de Dobbs
- Ray Wise - Dalton Voss, pai de Natalie
- Rocky Carroll - repórter de trânsito Byron Wilder
- Bree Walker - âncora de notícias Wendy Sorenson
- Marshall Bell - Ari Josephson, advogado de Jack
- Claudia Christian - Yvonne Voss, madrasta de Natalie
- Natalia Nogulich - Frances Voss, mãe de Natalie
- Cary Elwes - âncora de notícias Steve Horsegroovy
- Flea - Dale, motorista do monster truck
- Anthony Kiedis - Will, amigo e passageiro de Dale
- Cassian Elwes - produtor do reality show policial
- Ron Jeremy - cinegrafista
- Marco Perella - policial
- John S. Davies - repórter Corey Steinhoff
- R. Bruce Elliott - repórter Frank Smuntz
- James R. Black - policial

## Produção
The Chase foi escrito e dirigido por Adam Rifkin, que na época era mais conhecido por dirigir filmes cult e independentes, como a comédia de 1991 The Dark Backward. Rifkin concebeu The Chase como uma resposta direta ao desempenho extremamente pobre nas bilheterias de The Dark Backward. Segundo ele, "eu precisava criar algo que os executivos do estúdio pudessem assistir e ver o potencial de ganhar dinheiro. Então, escrevi e dirigi, propositadamente, um filme simplista e bem iluminado sobre um acidente de carro que eu queria ser o oposto de The Dark Backward". Embora o filme tenha sido lançado pela 20th Century Fox, foi feito com um orçamento relativamente pequeno de "alguns milhões de dólares". Como resultado, Rifkin considera um filme independente e não um filme de estúdio.
Embora o filme seja ambientado na Califórnia, ele foi filmado na região metropolitana de Houston , no Texas. A cena de abertura, onde Jack sequestra Natalie, foi filmada em uma loja de conveniência em Kemah, enquanto a maioria das cenas de perseguição foi filmada em uma seção da Hardy Toll Road. Outros locais de filmagem incluem a Fonte Mecom e a sede do Departamento de Polícia de Houston, na 61 Riesner. Para reduzir custos, parte da perseguição foi filmada no meio de um fluxo de tráfego durante uma hora do rush de Houston sem autorização e sem acrobacias substituindo os atores Charlie Sheen e Henry Rollins. Durante a produção do filme, Sheen também estava treinando para seu papel em Major League II.
Rollins, ex-vocalista da banda de punk rock Black Flag, foi escalado como um policial em busca de atenção devido ao seu físico musculoso. O papel provou ser empolgante para Rollins, que costumava cantar sobre brutalidade policial. Os músicos Anthony Kiedis e Flea, da banda de rock Red Hot Chili Peppers, tiveram participações especiais no filme. Flea comentou positivamente sua experiência na criação de seus personagens. Segundo ele, "estávamos inventando frases o tempo todo. Lembro que dissemos algo sobre Geraldo Rivera e o chamamos de Jeraldo. Achamos isso muito engraçado". Ator pornográfico Ron Jeremy também teve uma participação especial como cinegrafista. A trilha sonora do filme apresenta artistas alternativos, como Bad Religion, Rancid, The Offspring, Down by Law, NOFX, Rollins Band, Suede e One Dove. Um álbum da trilha sonora da Epitaph Records foi originalmente lançado em março de 1994.

## Lançamento
The Chase teve um bom desempenho quando estreou em 4 de março de 1994 em 1,633 cinemas, terminando em quinto e arrecadando US$3,4 milhões nas bilheterias nos EUA, atrás de Ace Ventura: Pet Detective, Greedy, On Deadly Ground e Sugar Hill. Durante seu segundo final de semana, o filme arrecadou cerca de US$1,7 milhão, terminando em 13º lugar. No geral, The Chase ganhou US$7,9 milhões nos EUA. Considerando seu orçamento limitado, Rifkin considerou o filme um sucesso comercial, afirmando que "gerou um lucro enorme" para a 20th Century Fox. The Chase foi lançado em VHS nos Estados Unidos pela 20th Century Fox Home Entertainment em 3 de agosto de 1994, e em DVD em 6 de setembro de 2005. O único material suplementar do DVD é o trailer original do filme.

### Recepção da crítica
De acordo com o agregador de críticas Rotten Tomatoes, The Chase tem uma taxa de aprovação de 37% com base em 19 avaliações. Embora o filme tenha sido geralmente criticado por seu roteiro forçado e por personagens subparciais, vários críticos elogiaram o uso da sátira do filme para criticar a indústria de notícias televisivas. O crítico do Chicago Sun-Times, Roger Ebert, que deu ao filme duas e meia de três estrelas, sentiu que The Chase era "liso, charmoso e com momentos de verdadeira inteligência". Ele também elogiou o "charme não afetado de Swanson e a capacidade de Sheen de desempenhar um papel quase impossível em um estilo bastante direto". O crítico de cinema James Berardinelli concordou, afirmando que Sheen desenvolve "uma química surpreendentemente eficaz" com Swanson, e observou que o uso da sátira por Rifkin é "muito mais perceptivo do que se poderia esperar de um pedaço de desenho animado como esse".
Ao escrever para o Chicago Tribune, o editor John Petrakis observou as inúmeras piadas e comentários políticos e socioeconômicos do filme, afirmando que eles parodiam filmes como Smokey e Bandit and Convoy, mas disse que sua premissa simplista não permite uma história de amor eficaz. Stephen Holden do The New York Times, ao criticar os personagens superficiais do filme, observou que The Chase "ainda detona risos". Embora o desempenho de Swanson tenha sido destacado,
Retrospectivamente, The Chase foi considerado antecipadamente, porque foi lançado antes da infame perseguição de O. J. Simpson em junho de 1994. O filme foi destacado por "dar uma olhada na crescente paixão que a mídia tinha pelo jornalismo tablóide". e, especificamente, a necessidade de as equipes de notícias da TV capturarem e especularem sobre todas as perseguições menores que ocorreram na Califórnia". Em 2015, Rollins afirmou que The Chase havia atraído seguidores de culto e que ele sempre recebia mensagens sobre isso quando o filme era exibido na TV.